# 1501 en musique classique
| \| • Retour à la chronologie générale de la musique classique • \| |
| Grèce • Rome • Haut Moyen Âge • VIIIe siècle • IXe siècle • Xe siècle • XIe siècle XIIe siècle • XIIIe siècle • XIVe siècle • XVe siècle • XVIe siècle • XVIIe siècle XVIIIe siècle • XIXe siècle • XXe siècle • XXIe siècle |
| • Retour à la chronologie générale de la musique classique • |

| Années en musique classique : 1498 - 1499 - 1500 - 1501 - 1502 - 1503 - 1504    |
| Décennies en musique classique : 1470 - 1480 - 1490 - 1500 - 1510 - 1520 - 1530 |

## Œuvres
- 15 mai : Harmonice musices odhecaton, le premier volume de musique polyphonique imprimé par Ottaviano Petrucci à Venise, comprend des compositions de compositeurs de l'école franco-flamande[1].